# Papaveraldin
Papaveraldin, auch Xanthalin, ist eine chemische Verbindung mit einem Benzylisochinolin-Grundgerüst. Es zählt zur Gruppe der Alkaloide des Opiums.

## Vorkommen

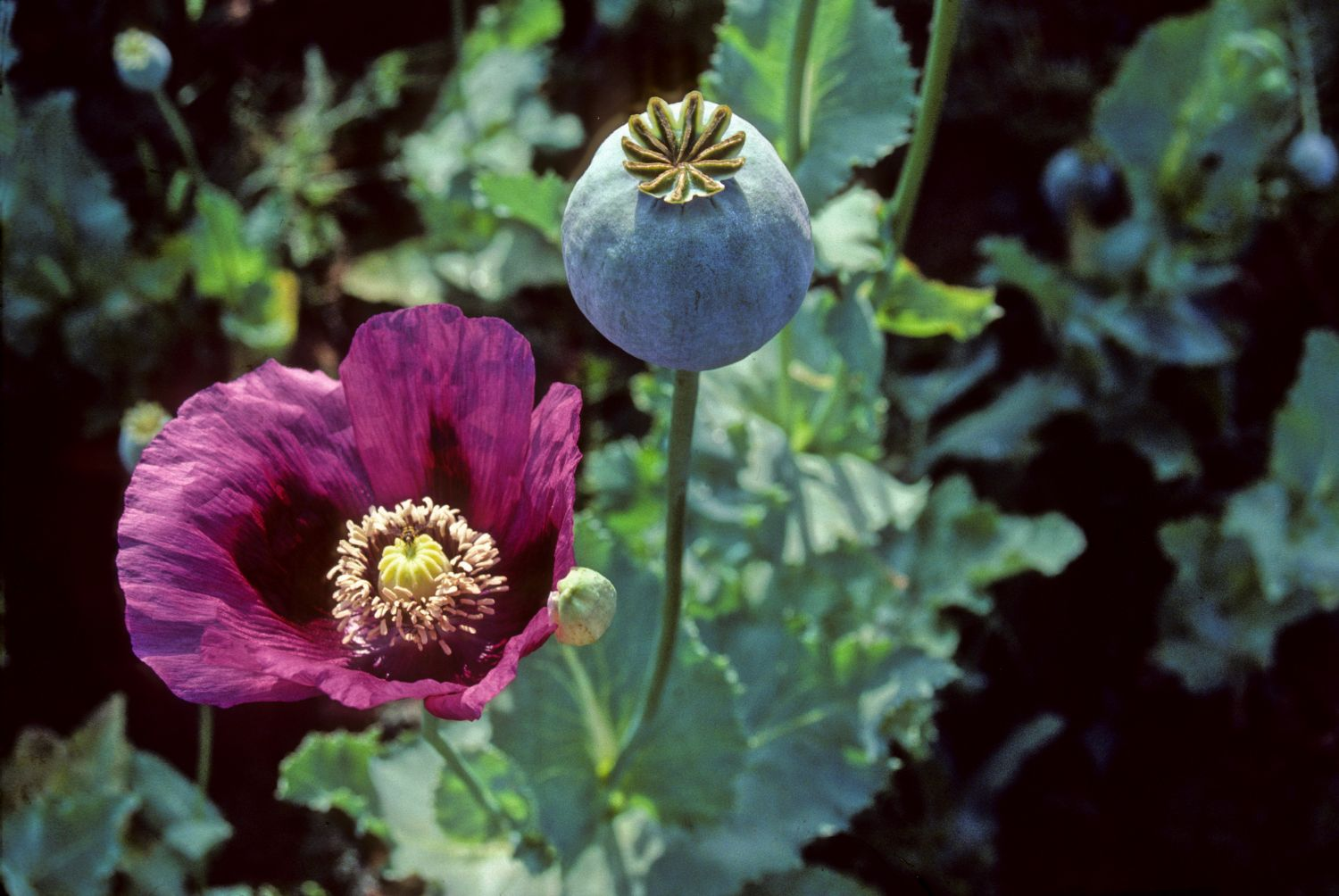
Schlafmohn, Papaver somniferum, aus dessen Milch Papaveraldin – neben anderen Alkaloiden – isoliert werden kann.

Mit 0,5 bis 3 % (⌀ 1 %) Gehalt ist Papaveraldin neben Morphin (9 bis 18 %, ⌀ 10,5 %), Noscapin (früher auch Narcotin, 2 bis 12 %, ⌀ 5 %), Codein (0,2 bis 6 %, ⌀ 1 %), Papaverin (0,1–0,4 %) sowie Narcein (0,1 bis 1 %, ⌀ 0,5 %), Thebain (0,2 bis 1 %, ⌀ 0,5 %) und Laudanosin einer der Hauptbestandteile des Rohopiums.

## Synthese und Chemie
Papaveraldin ist ein Oxidationsprodukt von Papaverin. Das N-methylierte Derivat N-Methylxanthalinium kommt als quartäre Ammoniumverbindung natürlich in dem Mondsamengewächs (Menispermaceae) Stephania sasakii vor.

## Nachweis
Der Nachweis von Papaveraldin kann durch Hochleistungsflüssigkeitschromatografie erfolgen. Hierbei werden die Analyte mit einem Natriumlaurylsulfat-haltigen Wasser-Methanol-Acetonitril-Gemisch über eine reversed phase C-18 Trennsäule getrennt.